# Belo Pole (Dolneni)
Belo Pole (macedónul: Бело Поле) település Észak-Macedóniában, a Pelagonijai körzet Dolneni járásában.

## Népesség
| Lakosok száma | 433  | 546  | 549  | 481  | 329  | 234  | 210  | 197  | 174  |
|               | 1948 | 1953 | 1961 | 1971 | 1981 | 1991 | 1994 | 2002 | 2021 |

2002-ben 197 lakosa volt, akik mindannyian macedónok.